# Cine Majèstic
El Cine Majèstic és una sala de cinema a Tàrrega (l'Urgell) inclosa a l'Inventari del Patrimoni Arquitectònic de Catalunya.
L'edifici de gran envergadura pel que fa a l'estructura estilística de façana. És un cinema de grans dimensions, de planta rectangular, i estructurat en planta baixa, on hi ha un vestíbul i una sala de cinema, una primera planta, amb una segona sala, i una tercera, de reduïdes dimensions, on hi ha els serveis sanitaris.
L'edifici entre mitgeres està encabit entre dos edificis on només es pot veure la façana principal. Aquesta façana deixa veure l'estructuració en què està dividit el cinema. En primer lloc, a la planta baixa, hi ha una gran portalada allargassada tota de vidre on mitjançant dues escales s'accedeix a l'espai lúdic.
Les dues plantes superiors es deixen veure a la façana d'una manera unitària. A la part central s'obren dos grans finestrals rectangulars col·locats de forma horitzontal, un damunt de l'altre. Aquesta part forma un cos semicircular sobresortint respecte les dues ales laterals. Aquestes ales són llises en decoració i no contenen cap obertura. Solament s'hi dibuixa una motllura que ressegueix un rectangle geomètric damunt dels maons.
A la part central superior s'aixeca una estructura voladissa també rectangular damunt d'una cornisa motllurada que ressegueix tota l'amplada a la façana.